# Anke Kuhl
Anke Kuhl (* 1970 in Frankfurt am Main) ist eine deutsche Illustratorin und Autorin von Kinderbüchern.

## Leben und Werk
Anke Kuhl studierte zunächst zwei Semester Freies Zeichnen an der Universität Mainz und später Visuelle Kommunikation an der Hochschule für Gestaltung in Offenbach. Nach ihrem Diplom 1999 gründete sie zusammen mit Philip Waechter, Moni Port und anderen Künstlerinnen und Künstlern in Frankfurt am Main die Labor Ateliergemeinschaft.
Es folgten zahlreiche Veröffentlichungen im Bereich Bilder- und Kinderbuch, teilweise auch mit eigenen Texten. Im Jahr 2011 erhielt sie für Alles Familie! den Deutschen Jugendliteraturpreis. 2015 erschien ihr erster Kindercomic.
Anke Kuhl lebt mit ihrem Mann Martin Schmitz-Kuhl und zwei Kindern in Frankfurt am Main.

## Bibliografie (Auswahl)

### Bilderbücher
- Anke Kuhl: Ene mene muuh: Abzählreime mit und ohne Kuh. Fischer Schatzinsel 2002, ISBN 3-596-85111-4.
- Anke Kuhl: Cowboy will nicht reiten. Carlsen 2003, ISBN 3-551-51596-4. (Neuauflage 2014 im Klett Kinderbuchverlag)
- Wilfried von Bredow: Lola rast und andere schreckliche Geschichten. Klett Kinderbuch 2009, ISBN 978-3-941411-01-2.
- Martin Schmitz-Kuhl: Alle Kinder. Ein ABC der Schadenfreude. Klett Kinderbuch 2011, ISBN 978-3-941411-42-5.
- Anke Kuhl: Höchste Zeit, Herold! Klett Kinderbuch 2014, ISBN 978-3-95470-091-2.
- Oren Lavie: Konrad Kröterich und die Suche nach der allerschönsten Umarmung. Aus dem Englischen von Mathias Jeschke. Fischer Sauerländer 2022, ISBN 978-3-7373-5686-2.

### Comics
- Anke Kuhl: Lehmriese lebt! Reprodukt, 2015, ISBN 978-3-95640-037-7.[1]
- Anke Kuhl: Manno! Alles genau so in echt passiert. Klett Kinderbuch 2020, ISBN 978-3-95470-218-3.
- Anke Kuhl: Geniale Geschenke. Kibitz Verlag 2020, ISBN 978-3-948690-04-5.

### Kinderbücher
- Hilke Rosenboom: Ein Pferd namens Milchmann. Carlsen, 2005, ISBN 3-551-55231-2.
- Frida Nilsson: Hedvig! Gerstenberg, 3 Bände. 2012–2014.
- Salah Naoura: Matti und Sami und die drei größten Fehler des Universums. Beltz & Gelberg, 2013, ISBN 978-3407794383.
- Heiko Wolz: Allein unter Superhelden. Dt. Taschenbuch-Verlag, 2013, ISBN 978-3423760713.

### Sachbücher
- Alexandra Maxeiner: Alles Familie! Vom Kind der neuen Freundin, vom Bruder von Papas früherer Frau und anderen Verwandten. Klett Kinderbuchverlag, 2012, ISBN 978-3-941411-29-6.
- Alexandra Maxeiner: Alles lecker! Von Lieblingsspeisen, Ekelessen, Kuchendüften, Erbsenpupsen, Pausenbroten und anderen Köstlichkeiten. Klett Kinderbuch, 2012, ISBN 978-3-941411-57-9.
- Katharina von der Gathen: Klär mich auf. 101 echte Kinderfragen rund um ein aufregendes Thema. Klett Kinderbuch, 2014, ISBN 978-3-95470-103-2.
- Katharina von der Gathen: Das Liebesleben der Tiere. Klett Kinderbuch, 2017, ISBN 978-3-95470-169-8.
- Katharina von der Gathen: Radieschen von unten. Das bunte Buch über den Tod für neugierige Kinder, 2023, ISBN 978-3954702855.

### Anthologien
- Barbara Gelberg (Hrsg.): Von Kindern, Katzen und Keksen: die schönsten Vorlesegeschichten. Beltz & Gelberg, 2012, ISBN 978-3-407-82014-3.
- Gianni Rodari: Gutenachtgeschichten am Telefon. Fischer, 2012, ISBN 978-3-596-85481-3.

### Sonstiges
- Labor Ateliergemeinschaft: Kinder Künstler Kritzelbücher. Beltz & Gelberg, divers.
- Renus Berbig: Unglaubliche Weihnachten. 24 Rätselreisen um die Welt. Dt. Taschenbuch-Verlag, 2007, ISBN 978-3-423-71264-4.
- Renus Berbig: Die eiligen drei Könige. 24 Adventsrätsel für clevere Sterndeuter. Dt. Taschenbuch-Verlag, 2012, ISBN 978-3-423-76017-1.
- Labor Ateliergemeinschaft: Ich so du so: Alles super normal. Beltz & Gelberg, 2017, ISBN 978-3-407-82316-8.

## Preise, Auszeichnungen und Nominierungen (Auswahl)
- 2004: Eulenspiegelpreis für Cowboy will nicht reiten (Carlsen Verlag)
- 2010: Nominierung für den Deutschen Jugendliteraturpreis mit den Illustrationen zu Timur und die Erfindungen aus lauter Liebe
- 2011: Deutscher Jugendliteraturpreis für Alles Familie! (Verlag Klett Kinderbuch)
- 2011: Kröte des Monats Januar für Alles Familie! (mit Alexandra Maxeiner)
- 2015: Emys Sachbuchpreis Februar für Klär mich auf (Verlag Klett Kinderbuch)
- 2016: Nominierung für den Deutschen Jugendliteraturpreis mit den Illustrationen zu Frohe Weihnachten, Zwiebelchen!
- 2018: Nominierung für den Deutschen Jugendliteraturpreis in der Kategorie Sachbuch für Das Liebesleben der Tiere[2]
- 2018: Luchs des Monats Januar für Das Liebesleben der Tiere (mit Katharina von der Gathen), Klett Kinderbuch Verlag
- 2019: Comicbuchpreis für Manno! Alles genau so in echt passiert
- 2020: Luchs des Monats Juni für Manno! Alles genau so in echt passiert
- 2020: Max-und-Moritz-Preis – Bester Comic für Kinder: Manno! Alles genau so in echt passiert
- 2021: Nominierung für den Deutschen Jugendliteraturpreis für Manno! Alles genau so in echt passiert
- 2023: Nominierung für den Deutschen Jugendliteraturpreis mit den Illustrationen zu Konrad Kröterich und die Suche nach der allerschönsten Umarmung[3]
- 2024: Wissenschaftsbuch des Jahres für Radieschen von unten. Das bunte Buch über den Tod für neugierige Kinder
- 2024: Nominierung für den Deutschen Jugendliteraturpreis mit den Illustrationen zu Radieschen von unten. Das bunte Buch über den Tod für neugierige Kinder[4]

## Ausstellungen (Auswahl)
- Laborproben 1–16. Werkschau der Ateliergemeinschaft Labor (1999–2017)
- PSSST! Eine Ausstellung für Kinder im MMK Zollamt Frankfurt mit Künstlern der Ateliergemeinschaft Labor und Künstlern des englischen Kindermagazins Anorak; 2013/2013
- Geheim! Eine Kunstausstellung für Kinder im Ludwigsburg Museum mit Künstlern der Ateliergemeinschaft Labor und Künstlern des englischen Kindermagazins Anorak; 2015/2016

## Belege
1. Anita Strecker in der Frankfurter Rundschau über Anke Kuhl, 27. Juni 2009
2. Stefan Hauck im Buchjournal über Anke Kuhl, 16. April 2012
3. Katja Gußmann in der FNP über Anke Kuhl, 12. Oktober 2013
4. Anke Kuhl im Interview mit Ute Wegmann im Deutschlandfunk, 12. Juli 2014
5. Andreas Platthaus in der FAZ über Höchste Zeit, Herold!, 25. Mai 2014